# Rifugio Zar Senni
Il rifugio Zar Senni è un rifugio situato nel comune di Alagna Valsesia (VC), in Val d'Otro (in alta Valsesia), nelle Alpi Pennine, a 1.664 m s.l.m.

## Storia
Il rifugio e punto di ristoro è stato aperto nel 1990, restaurando e riadattando un antico edificio walser dove un tempo aveva sede la latteria del consorzio degli allevatori (da cui il nome  Zar Senni che nel dialetto walser locale significa "alla latteria").

## Caratteristiche e informazioni
Il rifugio dispone di 16 posti letto, in camerette da 2 a 6 letti, e svolge servizio di ristoro. Non dispone di locale invernale.

È aperto tutti i giorni dalla fine di giugno alla metà di settembre; nei periodi maggio-giugno e metà settembre-ottobre è aperto soltanto nei fine settimana.

## Accessi
Si accede al rifugio in circa 1 ora dal centro di Alagna Valsesia percorrendo la mulattiera per la Val d'Otro (segnavia giallo e rosso marcato con il numero 3).

## Ascensioni
- al Corno Bianco (3320 m, 6 ore)

## Traversate
- al bivacco Luigi Ravelli (2503 m, 3 ore)
- al passo Foric (2432 m) e al Col d'Olen (2881 m, 3,5 ore)
- al passo dell'Uomo Storto (2870 m, 4 ore)
- ai Laghi Tailli (2386 e 2422 m, 2,5 ore)
- al passo di Zube (2874 m, 3,5 ore)